# بوئینگ استیرمن مدل ۷۵
Kaydet (به انگلیسی: Boeing-Stearman_Model_75) یک هواگرد از نوع دوبال آموزشی ساخت شرکت استیرمن ایرکرفت / بوئینگ است. این هواگرد در سال ۱۹۳۴ میلادی رسماً معرفی گردید. در مجموع، تعداد ۱۰٬۶۲۰+ فروند از این هواگرد ساخته شده‌است.

## مشخصات فنی (PT-17)
داده‌ها از United States Military Aircraft since 1909
ویژگی‌های عمومی
- خدمه: ۲
- طول: ۲۴ فوت ۹ اینچ (۷٫۵۴ متر)
- پهنای بال: ۳۲ فوت ۲ اینچ (۹٫۸۰ متر)
- ارتفاع: ۹ فوت ۸ اینچ (۲٫۹۵ متر)
- مساحت بال‌ها: ۲۹۸ فوت مربع (۲۷٫۷ متر مربع)
- وزن خالی: ۱٬۹۳۱ پوند (۸۷۶ کیلوگرم)
- بیشترین وزن برخاست: ۲٬۶۳۵ پوند (۱٬۱۹۵ کیلوگرم)
- ظرفیت سوخت: ۴۶ گالون آمریکایی (۳۸ گالون بریتانیایی؛ ۱۷۰ لیتر)
- پیشرانه: ۱ عدد موتور پیستونی شعاعی ۷ سیلندر هوا خنک Continental R-670-5, ۲۲۰ اسب بخار (۱۶۰ کیلووات)
- ملخ‌ها: دوملخه fixed-pitch propeller

عملکرد
- حداکثر سرعت: ۱۲۴ مایل بر ساعت (۲۰۰ کیلومتر بر ساعت، ۱۰۸ گره)
- سرعت کروز: ۹۶ مایل بر ساعت (۱۵۴ کیلومتر بر ساعت، ۸۳ گره)
- حداکثر ارتفاع: ۱۳٬۲۰۰ فوت (۴٬۰۰۰ متر)
- زمان اوج‌گیری: ۱۰٬۰۰۰ فوت (۳٬۰۰۰ متر) در ۱۷ دقیقه و ۱۸ ثانیه
- بارگیری بال: ۹٫۹ پوند بر فوت مربع (۴۸ کیلوگرم بر متر مربع)